# Hood (comics)
Pour les articles homonymes, voir Hood.
Parker Robbins, alias Hood (litt. « la Capuche » en VF) est un super-vilain évoluant dans l'univers Marvel de la maison d'édition Marvel Comics. Créé par le scénariste Brian K. Vaughan et les artistes Kyle Hotz (en) et Eric Powell, le personnage de fiction apparaît pour la première fois dans le comic book The Hood #1 en juillet 2002.
C'est un des personnages principaux du crossover Dark Reign, et l'antagoniste des héros comme le Punisher et le Docteur Strange.

## Biographie du personnage

### Origines
Le père de Parker Robbins travaillait pour Wilson Fisk (le maffieux surnommé le Caïd). À sa mort, la mère de Robbins perd la raison et est hospitalisée. Le jeune homme commence alors une double vie : il rend visite à sa mère en lui racontant ses journées de travailleur alors qu'il plonge peu à peu dans la délinquance. Alors que sa petite amie tombe enceinte, il continue de fréquenter les prostituées.
Une nuit, Robbins est entraîné par son cousin John King dans le cambriolage d'un entrepôt. Là, ils rencontrent une créature mystique, le Nisanti. Robbins abat le démon et lui vole sa cape et ses bottes. Fuyant un gang ennemi, il découvre les pouvoirs des vêtements qu'il vient de dérober. Il les utilise alors pour cambrioler quelques magasins.
King lui demande ensuite son aide pour voler une cargaison de diamants surveillés par Dennis Golembuski (le Golem), qui avait engagé les super-vilains le Constrictor, Jack O'Lantern, le Shocker et Madame Rapier pour sécuriser la livraison. Robbins parvient à dérober la moitié de la marchandise, mais tue un policier et en blesse gravement un autre dans sa fuite, pendant que King se laisse capturer. Depuis, la police recherche l'individu nommé Hood (« la Capuche »).
Poursuivi par le Golem et le FBI, Robbins tue Madame Rapier pour échapper à un piège. Au même moment, le Nisanti revient à la vie, connaissant désormais le nom de son voleur.

### Empereur du crime
Hood commence alors une carrière de criminel professionnel et devient chef de gang. Il invite de nombreux super-vilains de New York à une réunion et gagne leur confiance et leur loyauté en leur donnant à chacun 25 000 $. Il devient alors un nouveau caïd, le patron d'un grand empire criminel et le leader de plusieurs dizaines de super-vilains. Il fait de John King son lieutenant. 
Ne se contentant pas de simples paroles, il aide Jigsaw à se venger de la super-héroïne Tigra, agressant celle-ci par surprise. Il punit aussi le Hibou qui tentait de revendre le cyborg Deathlok sans sa permission. John King et Hood comptent alors utiliser Deathlok dans un attentat suicide sur la tour des Vengeurs, mais Wolverine découvre par hasard ce plan et le déjoue.
Plus tard, Chemistro suggère d'utiliser le cyborg pour piller une banque fédérale. L'idée fonctionne et rapporte 15 millions de dollars ; Deathlok est sacrifié. Mais, au cours de la célébration de leur victoire, les Vengeurs les attaquent. Robbins est banni dans une autre dimension par le Docteur Strange et son syndicat du crime est mis en déroute.

### Civil War
Lors de Civil War, Hood est présent et lance son syndicat du crime contre les Nouveaux Vengeurs qui se cachent des héros pro-enregistrement. Après un combat violent, le criminel vindicatif réussit à s'enfuir en blessant gravement le Docteur Strange.

### Secret Invasion
Durant Secret Invasion, les pouvoirs de Hood l'aident à identifier un soldat infiltré (sous les traits de Slug). À l'insu de tous, Robbins découvre que ses pouvoirs proviennent en fait du démon Dormammu. Lors du combat final entre les héros et les Skrulls à Central Park, Hood rassemble son syndicat du crime pour prêter main-forte aux héros, puis leur demande d'être discrets.
Il participe ensuite à une réunion organisée par Norman Osborn avec Namor, le Docteur Fatalis, Emma Frost et Loki. C'est là qu'est créée la Cabale (Cabal en VO).

### Dark Reign
Lors de Dark Reign, Norman Osborn utilise les ressources de Hood pour distraire les Nouveaux Vengeurs des opérations de sa nouvelle équipe gouvernementale, les Dark Avengers. 
Plus tard, le Punisher tente d'assassiner Osborn mais en est empêché par Sentry. Osborn charge Hood de se débarrasser du justicier ; le criminel lui envoie le Grizzly, mais celui-ci revient à la base vaincu. Hood ramène à la vie Microchip (en) (un allié du Punisher) et les victimes de Scourge afin de former un escadron vengeur.  
En parallèle, le démon Dormammu confère plus de pouvoirs magiques à Robbins afin qu'il devienne le nouveau Sorcier suprême de la dimension terrestre, après que le Docteur Strange ait perdu ce titre quand il a utilisé des arcanes noirs. Hood attaque Strange et le jeune Wiccan, mais est repoussé. Apprenant que Daimon Hellstrom est aussi candidat au titre de Sorcier suprême, Hood voyage jusqu'à La Nouvelle-Orléans, mais y est capturé par les Vengeurs. C'est finalement Frère Vaudou qui reçoit le titre.
Hood livre aussi bataille pour le contrôle de Chinatown contre un rival sérieux, Mister Negative.
Mais Dormammu, en se faisant de plus en plus pressant et en limitant son pouvoir, force Parker à demander l'aide de Satana, puis fait un pacte avec Loki. Il reçoit alors les Pierres des Nornes. Perdant peu à peu son pouvoir, il réussit à punir la traîtrise du Contrôleur et à garder la suprématie sur son gang.

### Siege
Lors de l'arc narratif Siege, Hood, bras droit de Norman Osborn, devient l'un des membres de la Cabale (regroupant aussi Loki et le Docteur Fatalis).
Il décide d'octroyer une part du pouvoir des Pierres des Nornes à certains membres de son syndicat (le Griffon, le Laser vivant, le Mandrill, etc.) pour se débarrasser de Captain America et de Spider-Man.
Il tente aussi de manipuler Donyell Taylor. Ce dernier devait tuer Tigra, en échange de quoi Hood ramènerait à la vie Night Thrasher. S'ensuivit un combat entre le syndicat du crime de Hood et les cadets de l'Initiative, aidés par Justice.
Lors du jour du Siège, Hood et son syndicat rejoignent les Dark Avengers et les troupes du HAMMER qui luttent contre les Secret Warriors et les Vengeurs renégats. Hood se joint au combat en attaquant Balder mais est facilement repoussé par l'Asgardien. Quand Loki décide d'aider son peuple à vaincre un Sentry possédé par le Void, il reprend les Pierres des Nornes au criminel et accorde leurs pouvoirs aux héros. Sans ces artéfacts, Hood redevient un adversaire faible ; il s'échappe avec sa maîtresse, Madame Masque.
Le couple se réfugie chez le Comte Nefaria, mais les Vengeurs les retrouvent et les arrêtèrent. Hood se retrouve sous la surveillance de Tigra, qui l'oblige à recevoir la visite de sa femme et de sa fille.

## Pouvoirs, capacités et équipement
Hood tient ses pouvoirs de la cape et des bottes mystiques dérobées à un démon et qui sont maintenant liées à lui. Il peut les retirer pour les dissimuler mais ne peut pas les abandonner.
- Les bottes fonctionnent comme une sorte d'appareil de lévitation mobile, lui permettant de marcher sur l'air.
- En portant la cape et en retenant son souffle, il devient invisible.
- Il possède d'autres pouvoirs, comme la vision magique permettant de voir les illusions ou les véritables formes des métamorphes. Il doit toutefois se concentrer pour réussir.

Au combat, Hood utilise des pistolets de gros calibre. Mais, à une occasion, il a généré des flammes mystiques de ses mains.
Soumis au stress, il se transforme en démon aux mains griffues. Il acquiert alors une force surhumaine et une vitesse accrue, lui permettant d'affronter Wolverine au corps à corps.

## Apparitions dans d'autres médias
Dans l'Univers cinématographique Marvel

### Télévision
- En 2024 dans What If...?, The Hood apparaît sous les traits de Xu Xialing qui lui a volé ses pouvoirs après l'avoir vaincu.
- En 2025 il est interprété par Anthony Ramos et est l'antagoniste de Riri Williams dans la série télévisée Ironheart.